# Tagulinus histrio
Tagulinus histrio är en spindelart som beskrevs av Simon 1903. Tagulinus histrio ingår i släktet Tagulinus och familjen krabbspindlar.
Artens utbredningsområde är Vietnam. Inga underarter finns listade i Catalogue of Life.